# 朝倉町
朝倉町（あさくらまち）は、福岡県中南部の朝倉郡に位置していた町で、筑後川の北岸に広がるのどかな田園地帯である。旧上座郡。主な特産物に、「博多万能ねぎ」「富有柿」がある。
2006年3月20日、甘木市・杷木町と合併し、朝倉市となった。

## 地理
- 河川 ： 筑後川

## 歴史
- 1889年4月1日 - 町村制施行に伴い上座郡朝倉村、宮野村、大庭村、福成村が成立。
- 1896年4月1日 - 上座郡が下座郡、夜須郡と合併して朝倉郡となる[1]。
- 1909年6月15日 - 大庭村，福成村が合併して大福村となる。
- 1955年3月31日 - 朝倉村・宮野村・大福村が対等合併し、新村制による朝倉村が発足。
- 1962年4月1日 - 町制施行。朝倉町となる。
- 2006年3月20日 - 甘木市・杷木町と合併し、朝倉市となり消滅。

## 行政
- 町長 ： 白水堅志

## 姉妹都市・提携都市

### 海外
- バードクロツィンゲン（ドイツ）

## 地域

### 健康
- 平均年齢 ： 57歳

### 史跡
- 三連水車
- 恵蘇八幡宮
- 隠家の森
- 橘廣庭宮跡

### 教育

#### 小学校
- 朝倉町立大福小学校
- 朝倉町立朝倉東小学校

#### 中学校
- 朝倉町立比良松中学校

## 交通
町内に空港・鉄道路線はない。
- 最寄り空港は福岡空港。
- 最寄り鉄道駅は筑後吉井駅。ただし、町中心部からバス連絡があるのは二日市駅および西鉄二日市駅。

### 道路

#### 高速道路
- 大分自動車道
  - 朝倉インターチェンジ - 山田サービスエリア

#### 一般国道
- 国道386号

#### 主要地方道
- 福岡県道14号鳥栖朝倉線

### バス
- 九州自動車道
  - 朝倉バスストップ（朝倉インターチェンジに併設）